# Tom Curran (Biologe)
Thomas „Tom“ Curran (* 1956 in Schottland) ist ein britischer-amerikanischer Pathologe.
Curran erwarb 1978 an der University of Edinburgh einen Bachelor in Biowissenschaften und 1982 einen Ph.D. am Imperial Cancer Research Fund und am University College London. Als Postdoktorand arbeitete er am Salk Institute for Biological Studies. Anschließend arbeitete er am Roche Institute of Molecular Biology, wo er von 1991 bis 1995 Leiter der Abteilung für molekulare Onkologie und Virologie war. Von 1995 bis 2006 war er Gründungsdirektor der Abteilung für Entwicklungsneurobiologie (siehe Entwicklungsbiologie und Neurobiologie) am St. Jude Children’s Research Hospital. Nach einer Station (2006–2015) als stellvertretender wissenschaftlicher Direktor an der Perelman School of Medicine at the University of Pennsylvania ist er heute (Stand 2017) Forschungsleiter am Children's Mercy Hospital in Kansas City, Missouri. Er hat Professuren für Pädiatrie an der University of Missouri–Kansas City und für Krebsforschung an der University of Kansas inne.
Curran konnte wichtige Beiträge zur molekularen Onkologie leisten, darunter bahnbrechende Arbeiten zur Bedeutung der Onkogene c-Fos und c-Jun für die Regulation der Transkription. Außerdem entdeckte er die Redox-Regulation verschiedener Transkriptionsfaktoren durch Ref-1, das auch an der DNA-Reparatur beteiligt ist. Er identifizierte das Reelin-Gen und klärte einen Signalweg auf, an dem Lipoprotein-Rezeptoren und Gene der disabled-1- und crk-Familie beteiligt sind und der die Lage von Neuronen während der Gehirnentwicklung steuert. Curran entwickelte ein Tiermodell für das rasch wachsende Medulloblastom bei Kindern und zeigte, dass – zumindest bei Mäusen – oral verfügbare Inhibitoren des Hedgehog-Signalwegs (darunter HhAntag) selbst große Tumoren eliminieren können.
Curran veröffentlichte mehr als 290 wissenschaftliche Publikationen, er hat laut Google Scholar einen h-Index von 128, laut Datenbank Scopus einen von 110 (Stand jeweils Januar 2023).

## Auszeichnungen (Auswahl)
- 1992 Passano Young Scientist Award[4]
- 1993 AACR Award for Outstanding Achievement in Cancer Research[5][6]
- 1994 Fellow der American Association for the Advancement of Science[7]
- 2000/2001 Präsident der American Association for Cancer Research (AACR)[8]
- 2005 Mitglied der Royal Society[1][9]
- 2009 Mitglied des Institute of Medicine
- 2012 Mitglied der American Academy of Arts and Sciences[10]
- 2013 Fellow der AACR Academy[11]